# Nam tính bá quyền
Trong nghiên cứu giới, nam tính bá quyền (tiếng Anh: hegemonic masculinity) là một phần trong lý thuyết trật tự giới tính (gender order theory) của R. W. Connell. Lý thuyết này thừa nhận rằng có nhiều dạng nam tính khác nhau biến đổi theo thời gian, xã hội, văn hóa và đến từng cá nhân. Nam tính bá quyền được định nghĩa là một thực hành nhằm hợp pháp hóa vị trí thống trị của nam giới trong xã hội và biện minh cho sự lệ thuộc (subordination) của cộng đồng nam giới bình thường (common) và phụ nữ, cũng như những cách bị lề hóa khác của việc là nam giới. Về mặt khái niệm, nam tính bá quyền đề xuất giải thích nguyên nhân và cách thức nam giới duy trì vai trò xã hội thống trị trước phụ nữ và các bản dạng giới khác, vốn bị nhìn nhận như là "mang tính nữ" ("đàn bà" - feminine) trong một xã hội nhất định.
Khái niệm về nam tính bá quyền ban đầu đại diện cho hình thức nam tính được lý tưởng hóa về mặt văn hóa. Nam tính này tách biệt về mặt xã hội và thứ bậc và quan tâm đến việc làm trụ cột; nó gây lo lắng (anxiety-provoking) và mang tính phân biệt (bên trong và thứ bậc) (differentiated internally and hierarchically; cục súc và bạo lực, giả tạo và cứng rắn, mâu thuẫn về mặt tâm lý và do đó dễ khủng hoảng; giàu có về mặt kinh tế và bền vững về mặt xã hội. Tuy nhiên, nhiều nhà xã hội học chỉ trích việc định nghĩa về nam tính bá quyền như một kiểu tính cách cố định. Nó bị hạn chế về mặt phân tích, vì nó loại trừ sự phức tạp của các hình thức nam tính khác nhau và cạnh tranh với nhau. Do đó, khái niệm nam tính bá quyền đã được cải tổ để dung chứa hệ thống phân cấp giới tính, phân bổ địa lý của các cấu hình nam tính (geography of masculine configurations), các quá trình nghiệm thân xã hội (processes of social embodiment) và động lực tâm lý-xã hội của các loại nam tính khác nhau.
Những người ủng hộ khái niệm nam tính bá quyền cho rằng nó hữu dụng về mặt khái niệm để hiểu các mối quan hệ về giới tính (gender relations), và có thể áp dụng được cho tăng trưởng tuổi thọ (life-span development), giáo dục, tội phạm học, sự trình hiện (representation) của nam tính trên các phương tiện truyền thông đại chúng, sức khỏe của nam giới và phụ nữ, và cơ cấu chức năng của các tổ chức. Các nhà phê bình thì cho rằng nam tính bá quyền mang tính nhị nguyên về giới (heteronormative), không tự tái sản sinh (self-reproducing), bỏ qua các mặt tích cực của nam tính, đặt cơ sở trên một quan niệm ngầm định không đầy đủ về nam tính, hoặc quá mơ hồ để có thể áp dụng vào thực tế.

## Mô tả

Mô hình mang tính chu kỳ về cách sản sinh, tái sản sinh và duy trì nam tính bá quyền

Terry Kupers của Viện Wright mô tả khái niệm nam tính bá quyền theo như sau:
Trong văn hóa Mỹ và châu Âu đương đại, [nam tính bá quyền] đóng vai trò là tiêu chuẩn để xác định "người đàn ông đích thực". Theo [R. W.] Connell, nam tính bá quyền đương đại được xây dựng trên hai chân, sự thống trị với phụ nữ và sự phân cấp thống trị giữa nam giới với nhau. Nó cũng được định hình ở một mức độ đáng kể thông qua sự kỳ thị với đồng tính luyến ái. Nam tính bá quyền là định nghĩa mang tính khuôn mẫu về nam tính, thứ định hình quá trình xã hội hóa (the socialization) và khát vọng [hướng tới .ND – aspirations] của nam thanh niên. Nam tính bá quyền ở Hoa Kỳ và Châu Âu hiện nay có nghĩa là mức độ cạnh tranh cao đến mức tàn nhẫn, không có khả năng thể hiện cảm xúc nào khác ngoài tức giận; không sẵn sàng thừa nhận sự yếu đuối hay phụ thuộc, hạ thấp giá trị của phụ nữ và mọi đặc tính mang tính nữ tính ở nam giới, kỳ thị đồng tính v.v..

### Khung khổ ban đầu (original framework)
Nam tính bá quyền là hình thức chuẩn mực cụ thể của nam tính. Nó là cách làm đàn ông được tôn vinh nhất. Tất cả nam giới phải đặt mình vào trong so sánh tương quan với nó. Trong xã hội phương Tây, hình thức nam tính thống trị hay lý tưởng mang tính văn hóa về nam tính chủ yếu phản ánh nam giới da trắng, dị tính, và cơ bản là thuộc tầng lớp trung lưu. Nam tính bá quyền ủng hộ lý tưởng về nam tính mang một số đặc điểm mà đàn ông được khuyến khích nội tâm hóa (internalize) vào các quy tắc cá nhân của riêng họ và lấy nó làm nền tảng cho các kịch bản về hành vi nam tính. Những đặc điểm này bao gồm: bạo lực và hung hăng, khắc kỷ (kiềm chế cảm xúc), can đảm, dẻo dai, có sức mạnh thể chất, có tinh thần thể thao, sẵn sàng chấp nhận rủi ro, phiêu lưu và thích tìm kiếm cảm giác mạnh, thích cạnh tranh, thành tích và thành công. Tuy nhiên, nam tính bá quyền không hoàn toàn chiếm ưu thế, vì nó chỉ tồn tại trong mối quan hệ với các hình thức nam tính phụ thuộc (subordinated), không bá quyền khác. Ví dụ nổi bật nhất của cách tiếp cận này trong xã hội Âu Mỹ đương đại là sự thống trị của đàn ông dị tính và sự phục tùng (subordination) của đàn ông đồng tính. Điều này được thể hiện ở sự loại trừ với nam giới đồng tính về mặt chính trị và văn hóa, ở bạo lực pháp lý, bạo lực đường phố và phân biệt đối xử về kinh tế. Nam giới đồng tính là nhóm bị phân biệt đối xử một cách rõ nét nhất trong thời kỳ này, nhưng họ không phải là nhóm duy nhất [bị phân biệt đối xử như thế .ND]. Những người đàn ông và trẻ em trai dị tính mang đặc điểm nữ tính cũng có nguy cơ bị khinh miệt tương tự.
Nam tính bá quyền không mang tính quy chuẩn theo nghĩa số lượng, vì chỉ có một số ít nam giới là có thể đáp ứng nó, cũng không phải theo nghĩa về tính thực tế, vì những hình tượng lý tưởng mang tính văn hóa về nam tính thường xuyên là những hình ảnh tưởng tượng, chẳng hạn như John Wayne hay John Rambo. Nó cũng ảnh hưởng đến sự kiến tạo và nhận thức về cơ thể nam giới lý tưởng theo quan điểm độc quyền của phương Tây. Nam tính bá quyền thậm chí có thể còn không phải là mẫu hình phổ biến nhất trong cuộc sống hàng ngày của đàn ông. Đúng hơn, sự bá quyền có thể hoạt động thông qua sự hình thành các mẫu hình về nam tính, những biểu tượng có thẩm quyền về văn hóa bất chấp thực tế là hầu hết đàn ông và trẻ em trai sẽ không thể hoàn toàn đáp ứng chúng. Nam tính bá quyền áp đặt một tập hợp các đặc điểm lý tưởng quy định rằng một người đàn ông không bao giờ có thể không nữ tính đủ. Nam tính bá quyền đầy đủ lúc này trở thành một lý tưởng không thể đạt tới.
Sự đồng lõa (complicity) với những đặc điểm nam tính nói trên là một đặc điểm quan trọng khác của khung khổ ban đầu (original framework) về nam tính bá quyền. Tuy vậy, vì nam giới được hưởng lợi từ chế độ phụ hệ nên họ nhìn chung được hưởng lợi từ sự phụ thuộc tổng thể của phụ nữ. Dẫu sao, sự đồng lõa không dễ dàng được định nghĩa là sự phục tùng thuần túy vì hôn nhân, cương vị làm cha (fatherhood) và đời sống cộng đồng thường dẫn đến những thỏa hiệp sâu rộng với phụ nữ hơn chỉ là sự thống trị đơn giản lên trên họ. Bằng cách này, sự bá quyền không nhất thiết đạt được thông qua các biện pháp bạo lực, mà thông qua văn hóa, thể chế và sự thuyết phục.
Sự tương tác giữa giới tính với giai cấp và chủng tộc tạo ra mối quan hệ sâu rộng hơn giữa những dạng nam tính khác nhau. Ví dụ, công nghệ thông tin mới đã định nghĩa lại nam tính của giai cấp trung lưu và nam tính của giai cấp lao động theo những cách khác nhau. Trong bối cảnh chủng tộc, nam tính bá quyền ở những người da trắng duy trì sự áp bức mang tính thể chế và sự khủng bố về mặt thể chất, thứ đã định hình sự hình thành những nam tính ở trong cộng đồng người da đen. Có ý kiến cho rằng các nhóm từng bị đàn áp trong lịch sử như nam giới người Mỹ gốc Phi sống ở thành phố thể hiện các tiêu chuẩn về nam tính bá quyền mang tính bạo lực hơn nhằm phản ứng lại sự phục tùng và thiếu kiểm soát của chính họ. Ý tưởng về sự lề hóa này luôn luôn có sự liên quan đến những gì được nhóm thống trị cho phép, do đó, tạo nên các tập con của nam tính bá quyền trên cơ sở hệ thống phân cấp xã hội hiện có.